# 博德曼音樂 (台灣)
博德曼股份有限公司（BMG Music Taiwan Inc.）是博德曼（BMG）的台灣分公司，於1991年5月成立。
台灣博德曼早期与友善的狗合作。之後分别在1996年先後收購了台灣藝能動音、巨石音樂與金點唱片，1999年與阿爾發音樂及新亞洲娛樂集團合作代理發行旗下歌手的作品。隨著所屬歌手陸續合約期滿，台灣博德曼在2000年後出現旗下欠缺指標性知名歌手的困境。
隨著博德曼於2004年合併，台灣博德曼於2005年2月正式與新力音樂合併。

## 歌手列表（1992－2004）

### 男
- 黃維德（1992－1994）1995年轉往滾石唱片
- 王力宏（1995－1996）1996年轉往福茂唱片
- 伊　正（1995－1997）
- 林瑞陽（1995－1997）
- 伍浩哲（1997－1998）　上越百齡製作
- 陳小春（1997－2004）
- 孫　楠（1999－2002）　2003年轉往華納唱片
- 永　邦（2001－2004）　2007年轉往多利安娛樂
- 林依輪（2000－2001）　2002年轉往天中唱片
- 汪東城（2000一2003年）2003年轉往擎天娛樂，2005年轉往華研國際音樂
- 陳　坤（2003－2004）　2005年轉往新力博德曼

#### 藝能動音
- 李傑聖（1996－1997）
- 黃名偉（1996－1998）　上越百齡製作
- 游鴻明（1997－1998）　上越百齡製作，1999年轉往大宇國際唱片
- 李克勤（1996－1998）　1999年轉往環球唱片
- 古巨基（1996－1998）　1998年轉往千禧年代
- 鍾漢良（1995－1999）　2000年轉往滾石唱片
- 孫　楠（1993－1997）　1998年轉往博德曼音樂

#### 友善的狗
- 黃品源 (1992-1994) 1994年轉往精實音樂
- 吳大維 (1993-1994)

#### 巨石音樂
- 蔡榮祖（1996）
- 薛忠銘（1996－1997）
- 黎沸揮（1996－1997）
- 鍾鎮濤（1996－1997）　1998年轉往環球唱片
- 殷正洋（1996)

#### 阿爾發音樂
- 吳宗憲（1996－2002）　2003年製作公司轉往嘉瑪音樂；2004年轉往新力博德曼
- 康　康（1999－2002）　2002年製作公司轉往嘉瑪音樂；2004年轉往新力博德曼
- 巫啟賢（2000－2002）　2002年製作公司轉往嘉瑪音樂；2004年轉往新力博德曼
- 周倫（2000－2002）　2003年發行權移轉至新力音樂

#### 新樂製作
- 劉德華（1996－2001）2001年轉往天中唱片，2002年發行權移轉至科藝百代
- 陳山聰（1994－1996）
- 周俊偉（1998－2000）
- 高　楓（1998－2001）2002年逝世
- 柯受良（1999－2001）2003年逝世
- 李　泉（1999－2001）2001年轉往天中唱片，2006年轉投新索音樂
- 張衛健（2000－2001）2001年轉往天中唱片，2002年發行權移轉至科藝百代

### 女
- 錢幽蘭（1993－1994）
- 謝依婷（1992－1995）
- 劉小慧（1994－1996）　1996年轉往巨石音樂
- 葉璦菱（1995－1997）　1999年轉往乾坤影視
- 黃小琥（1996－1998）　2000年轉到亞律音樂
- 徐若瑄（1998－2001）　2003年轉往艾迴唱片
- 關淑怡（2000－2002）
- 張惠春（2003－2004）
- 周　蕙（2004－2005）

#### 巨石音樂
- （1993－1995）　1996年轉往科藝百代
- 彭佳慧（1996－2002）　2007年轉往多利安娛樂，2009年轉往美夢成真音樂
- 劉小慧（1996－1997）
- 張秀卿（1996－1998）　1999年轉往神采音樂
- 坣　娜（1996－1997）　1998年轉往常喜音樂；1999年轉往友善的狗；2001年轉往藝能動音
- 金智娟（1996－1997）　大聲音樂製作，1997年轉往環球唱片

#### 友善的狗
- 黃韻玲 (1992-1994) 1994年轉往精實音樂
- 鄭怡 (1993) 1994年退出歌壇
- 蘇霈 (1993-1994)
- 張小雯 (1992-1994) 1994年轉往飛碟唱片

#### 藝能動音
- 黎　姿（1994－1997）
- 裘海正（1996－1999）
- 蔡幸娟（1996－1998）
- 梅艷芳（1997－2003）
- 坣　娜（2001－2002）
- 陳美鳳（1997－1998）　上越百齡製作，1998年轉往環球唱片

#### 新樂製作
- 蔡安蕎（1995－1999）
- 戴威葳（1999－2000）
- 伍婉琛（1995）
- 辛　欣（1998－2000）2001年轉往歌萊美唱片

### 組合
- 4 in Love（2000－2001）
- One Fifth　（2003－2004）
- 蜜雪薇琪　（2003－2004）

#### 藝能動音
- 夏日風采（1994年－1997年）1997年解約
- GIRLFRIENDS（1994年－1996年）1997年解約

#### 阿爾發音樂
- 南拳媽媽（2004）